# Fabien Roussel
Fabien Roussel (født 16. april 1969 i Béthune i departementet Pas-de-Calais i den tidligere provins Artois, Hauts-de-France) er en fransk venstrefløjspolitiker, der blev leder (national sekretær) af det franske kommunistparti (PCF) i 2018. Han var kandidat ved det franske præsidentvalg i 2022. Fabien Roussel blev medlem af den franske nationalforsamling i 2017.